# Turner-Stadion
Das Turner-Stadion (אִצְטַדְיוֹן טֶרְנֶר Itzṭadjōn Turner, offizieller Name auf hebräisch אִצְטַדְיוֹן טוֹטוֹ בְּאֵר שֶׁבַע ע"ש יַעֲקֹב טֶרְנֶר Itzṭadjōn Ṭōṭō Bəʾer Scheva ʿal Schem Jaʿaqov Turner, englisch Yaʿakov Turner Toto Stadium Beʾer Sheva) ist ein Fußballstadion in der israelischen Großstadt Beʾer Scheva. Die Spielstätte mit 16.126 Sitzplätzen am nördlichen Stadtrand ist nach dem ehemaligen Bürgermeister der Stadt, Jaʿakov Turner (1998–2008), benannt. Der Fußballclub HaPoʿel Beʾer Scheva, Meister 2016, trägt seit 2015 seine Heimspiele in der Fußballarena aus.

## Geschichte
Das alte Stadion von HaPoʿel Beʾer Scheva, das in der Stadt liegende Arthur-Vasermil-Stadion, war seit 1959 die Spielstätte des Vereins. Zunächst sollte ein Neubau mit 32.000 Plätzen entstehen, dieser Plan wurde aber angesichts der hohen Kosten wieder verworfen. Das Architekturbüro GAB Architects (Goldschmidt, Arditty and Ben Nayim) aus Jerusalem entwarf für den Neubau ein Stadion, das optisch an britische Fußballarenen erinnert. Der Entwurf mit rund 16.000 Plätzen ist aber inspiriert vom GelreDome im niederländischen Arnhem. Vier dicht am Spielfeld liegende Ränge, die voneinander abgegrenzt sind. In den Stadionecke im Nordwesten und im Südosten wurden LED-Videowände mit je 60 m2 Bildschirmfläche installiert. Die Rückwände bzw. Fassaden der Tribünen haben eine offene Struktur, was die Belüftung des Spielfeldrasens fördern soll. Die Dachkonstruktion liegt auf den Wänden in den Tribünenecken auf und wird dadurch getragen. Ein äußerer Stahlrahmen hält sie an Ort und Stelle. Das Budget für das Bauprojekt lag bei 50 Mio. US-Dollar. Die Haupttribüne im Westen beherbergt die wichtigsten Einrichtungen wie u. a. vier Umkleidekabinen, Dopingtestraum, Räume für Schiedsrichter und Trainer, die Ehrenloge, sechs Luxus-Logen, ein Restaurant, die Pressetribüne und der Konferenzraum. Auf der Südtribüne hat die Fangruppe UltraSouth ihren Platz. Für die Gäste stehen 1.600 Plätze auf der gegenüberliegenden Seite im Norden zur Verfügung.
Im Juli 2011 begannen offiziell die Arbeiten am Fußballstadion, aber erst Ende 2012 wurden die Fundamente gegossen. Ein sichtbarer Vorschritt der Arbeiten stellte sich erst Mitte 2013 ein. Zwei Jahre später stand das Turner-Stadion vor der Fertigstellung. Zu den letzten Arbeiten gehörten die Verlegung des Rasens, der Innenausbau und die Bestuhlung des Stadions. Nach Widerstand der HaPoʿel-Fans wurden Sitze in der Vereinsfarbe Rot auf den Rängen montiert. Die meisten Kunststoffsitze wurden aus Deutschland angeliefert. Es ist das Klappsitzmodell, das auch in der Münchener Allianz Arena montiert ist. Acht Verkaufsstände bieten Essen und Getränken für die Besucher. Insgesamt stehen auf dem Stadiongelände 2.100 Parkplätze auf drei verschiedenen Stellflächen bereit. Im Stadion sind hunderte Toiletten für Männer, Frauen und Rollstuhlfahrer verteilt. Für die Rollstuhlfahrer stehen auch eigene Parkplätze und Eingänge bereit. Auf den Rängen befinden sich 77 Plätze für Rollstuhlfahrer und ihre Begleiter.
Das Turner-Stadion liegt in einem Sportkomplex, zu dem auch die Conch Arena, eine Mehrzweckhalle mit 3.000 Plätzen, in der die Basketball- und die Handballmannschaft von Hapoel ihre Partien austragen, gehört. Das städtische Stadion wurde von der staatlichen Totogesellschaft zu rund einem Drittel mitfinanziert, daher trägt die Spielstätte im offiziellen Namen den Zusatz Toto. Die Anlage erfüllt die Vorgaben der UEFA wie der FIFA für internationale Partien. So ist z. B. eine Videoüberwachungsanlage, mit Kontrollraum und Überwachungskameras innen und außen, vorhanden. Das Turner-Stadion ist, nach dem 2014 eröffneten Sammy-Ofer-Stadion in Haifa, das zweite israelische Stadion mit vier komplett überdachten Rängen. Das zunächst angesetzte Budget von 50 Mio. US-Dollar wurde überschritten. Die Baukosten beliefen sich auf 63 Mio. US-Dollar (rund 250 Mio. Schekel, 56 Mio. Euro).
Das erste Heimspiel der Saison 2015/16 am 30. August 2015 gegen Maccabi Tel Aviv (0:1) musste im Teddy-Kollek-Stadion in Jerusalem ausgetragen werden, da das Stadion noch nicht einsatzbereit war. Die Eröffnung der Fußballarena fand am 21. September 2015 statt. Am vierten Spieltag der Saison traf HaPoʿel im Turner-Stadion zum ersten Spiel auf die Mannschaft von Maccabi Haifa. Die Partie endete mit einem torlosen Unentschieden. Taleb Tawatha von Maccabi wurde in der zweiten Minute vom Platz gestellt. Diesen Vorteil konnte die Heimmannschaft aber nicht nutzen.
Im Juli 2020 wurden Mängel am Dach entdeckt und das Stadion vorerst geschlossen. Die restlichen Saisonspiele trug der Verein im HaYud-Alef-Stadion in Aschdod aus. Wegen schwerwiegender Mängel (u. a. Risse und lose Schrauben in der Dachkonstruktion) gab Beʾer Schevas Bürgermeister Ruvik Danilovich Anfang August 2020 bekannt, dass das Stadion aus Sicherheitsgründen geschlossen und das mangelhafte Dach repariert werden muss. In der Übergangszeit spielte HaPoʿel Beʾer Scheva im Teddy-Stadion in Jerusalem.

## Länderspiele im Turner-Stadion
Bisher trug die israelische Fußballnationalmannschaft vier Partien im Turner-Stadion aus.
- 14. Okt. 2018:  Israel –  Albanien 2:0 (Liga C der UEFA Nations League 2018/19)
- 05. Sep. 2019:  Israel –  Nordmazedonien 1:1 (Gruppe G der Qualifikation zur Fußball-Europameisterschaft 2021)
- 15. Okt. 2019:  Israel –  Lettland 3:1 (Gruppe G der Qualifikation zur Fußball-Europameisterschaft 2021)
- 12. Okt. 2021:  Israel –  Moldau 2:1 (Gruppe F der Qualifikation zur Fußball-Weltmeisterschaft 2022)

## Tribünen
Das Stadion verfügt auf seinen vier überdachten Rängen über 16.126 Sitzplätze.
- 4.651 Sitzplätze (Haupttribüne, West)
- 5.055 Sitzplätze (Gegentribüne, Ost)
- 3.210 Sitzplätze (Hintertortribüne, Nord)
- 3.210 Sitzplätze (Hintertortribüne, Süd)
- Inklusive 1.056 Business-Sitze und 1600 Sitzplätze für die Gästefans

## Galerie

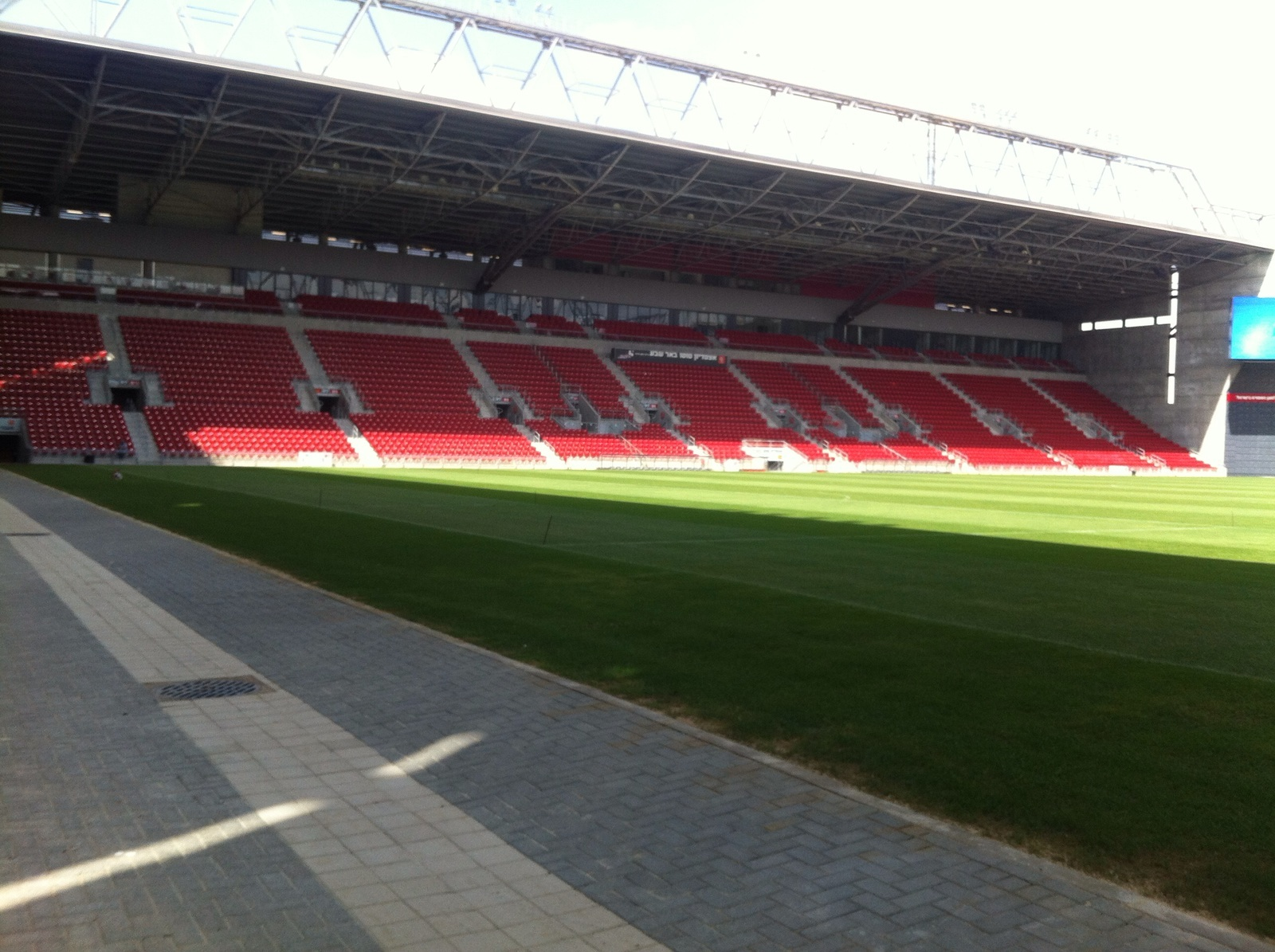
Haupttribüne (September 2015)
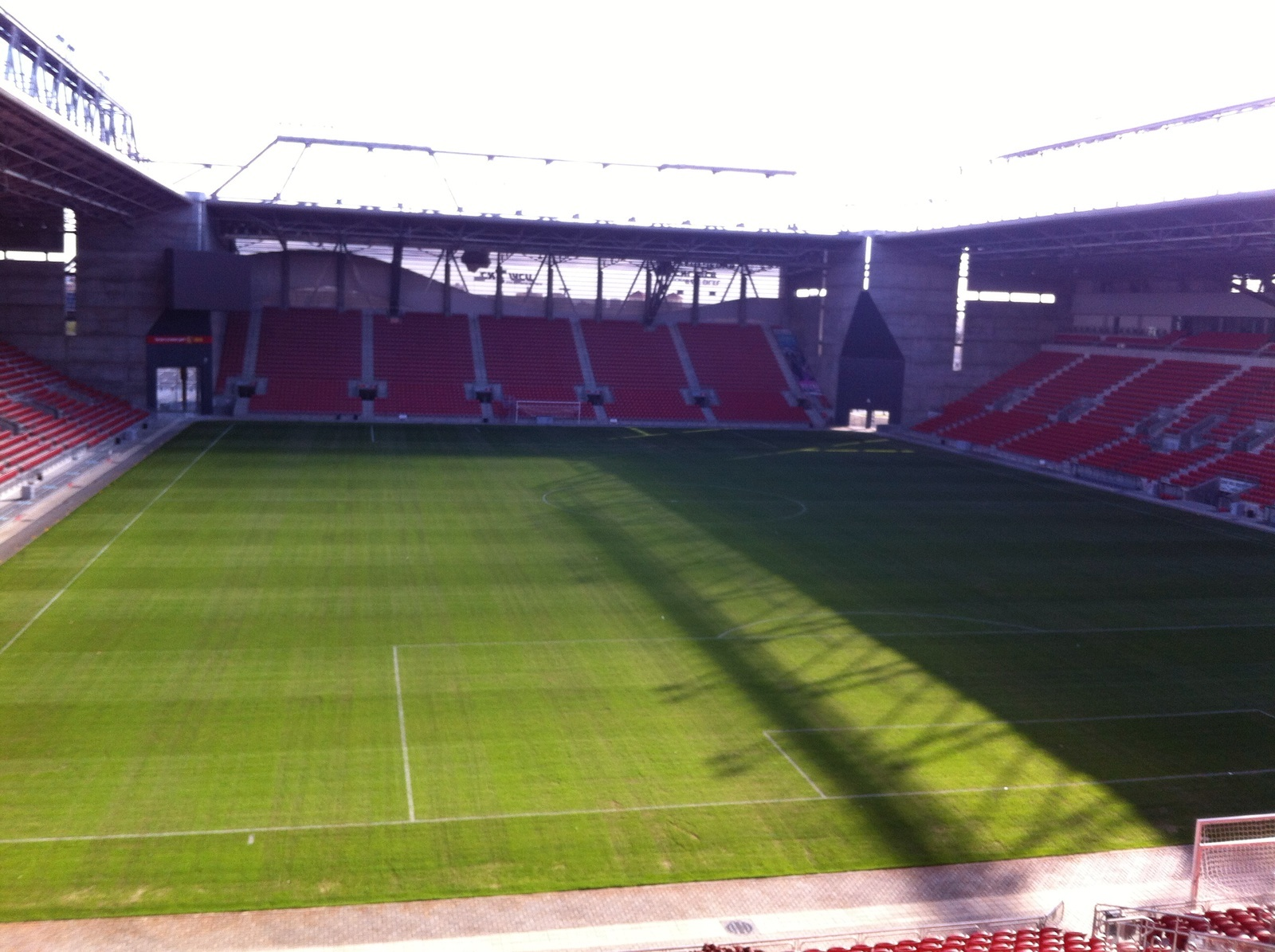
Blick auf die Hintertortribüne im Süden (Dezember 2015)
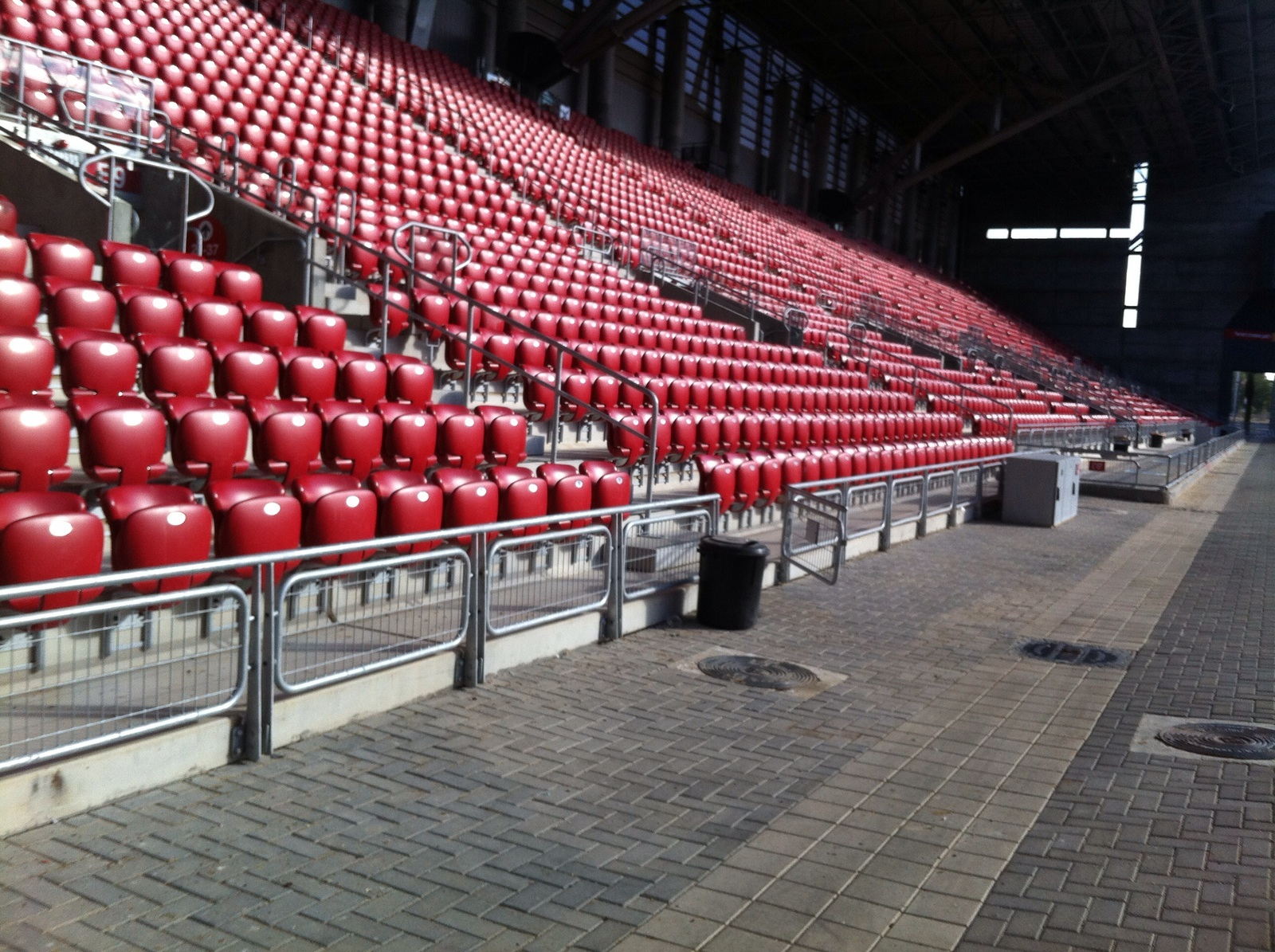
Die Tribünen sind komplett bestuhlt (Dezember 2015)